# 김소영 (기자)
김소영(1973년 ~ )은 대한민국의 전직MBC 기자이다.

## 경력
- : 김소영은 1995년 11월 당시 최연소 방송기자로 MBC 문화방송에 입사했다.[1] 2003년 김세용 앵커와 아침 뉴스 프로그램인 뉴스투데이를 진행했으며 이듬해 KBS 황상무 앵커와 함께 방송인연합회가 수여하는 바른말 보도상을 수상하였다.[2] 2006년 MBC는 첫 어린이 시사 프로그램 《로그인 싱싱뉴스》를 제작했는데, 아나운서 김완태와 류수민 그리고 개그맨 정성호와 함께 진행자로 발탁됐다.[3] 로그인 싱싱뉴스는 그 해 한국여성민우회와 청소년위원회가 공동주최한 푸른미디어 어린이상을 수상했다.[4] 2012년에는 유영선 감독의 단편 영화 《동면의 소녀》에 아나운서 역으로 목소리 우정 출연을 하기도 하였다.[5] 2013년 보도국 주말뉴스 부장과 MBC 월드리포트 앵커를 겸직했으며, 그 해 MBC 공로상을 수상했다. 2014년 사회2부장을 거쳐 2015년 2월부터 사회1부장을 맡고 있다. 미디어오늘은 25개 언론사의 주요 간부인 정치,경제,사회 보도책임자 104명을 분석한 기획 기사에서 2014년 3월 현재 최연소 언론사 간부라고 보도하였다.[6] 저서로는 《예술감상 초보자가 가장 알고 싶은 67가지》가 있다.[7]

## 학력
- 대전여자고등학교 (졸업)
- 한국외국어대학교 영어과 (졸업)
- 중앙대학교 예술대학원 예술경영학과 (졸업)

## 경력
- 2025년 5월 ~ 2025년 5월 : 한덕수 여러분의 캠프 대변인
- 2023년 4월 ~ 2025년 5월 : 대통령직속 국민통합위원회 소통협력국장, 대변인
- 2020년 ~ 2023년 4월 : 데일리안 정치사회부장 겸 부국장
- 한국여기자협회 제22·24·27대 이사
- 2018년 : MBC 뉴스데스크에디터 휘하 라디오뉴스팀
- 2015~17년 : MBC 보도국 취재센터 사회1부장
- 2014년 : MBC 보도국 취재센터 사회2부장
- 2013년 : MBC 보도국 편집1센터 주말뉴스부장
- MBC 보도국 문화과학부 차장
- 1995년 : MBC 입사

## 진행

### TV
- 2013년 : MBC 《제 18대 박근혜 대통령 취임식》현장 방송 (2013년2월25일)
- 2013년 : MBC 《나로호 3차 발사》현장 방송 (2013년1월30일)
- 2013년 : MBC 《MBC 월드리포트》앵커 (2013 ~ 2014)
- 2006년 : MBC 《로그인 싱싱뉴스》MC (2006 ~ 2007)
- 2003년 : MBC 《MBC 뉴스투데이》앵커 (2003 ~ 2004)

### 저서
- 《예술감상 초보자가 가장 알고 싶은 67가지》(2013년) ISBN 9788960602717

## 대외활동
- 2017년 : 관훈클럽 제 64대 편집위원
- 2016년 : 한국여기자협회 제 27대 이사
- 2010년 : 한국여기자협회 제 24대 이사
- 2006년 : 한국여기자협회 제 22대 이사
- 2004년 : 한국방송인동우회 제 13회 바른말 보도상 수상